# Konspirative Wohnung
Konspirative Wohnung ist die allgemeine Bezeichnung für eine zumeist private Wohnung, die primär nicht dem Zweck der wohnlichen Unterkunft, sondern einem anderen, meist illegalen oder geheimdienstlichen, Zweck dient.
Wegen der terroristischen Anschläge im Zusammenhang mit der Entführung Hanns Martin Schleyers durch die RAF im Jahr 1977 wurde Konspirative Wohnung zum Wort des Jahres 1978 gewählt.

## Organisierte und Allgemeine Kriminalität
Diese Wohnungen werden zum Beispiel von Terroristen angemietet, um illegale Aktionen vorzubereiten. Da diese Aktionen als verschwörerisch bezeichnet werden können, leitet sich ihr Name wohl auch vom Wort Konspiration ab.

## Geheimdienste
Auf der anderen Seite werden auch von Geheimdiensten angemietete Wohnungen so bezeichnet, wenn sie dem Zweck der Observation von Verdächtigen oder als Quartier für spezielle Aktionen dienen. So werden häufig mit Hilfe konspirativer Wohnungen im selben Haus wohnhafte Gegner aufgeklärt. Ebenso werden konspirative Wohnungen zum Treffen zwischen Führungsoffizieren und ihren Agenten genutzt. Darüber hinaus könnten auch Wohnungen zur zeitweiligen Unterbringung von Zeugen als „konspirative Wohnung“ bezeichnet werden.
Das Ministerium für Staatssicherheit (MfS) der DDR verwendete eine Vielzahl konspirativer Wohnungen, so genannter KWs. Bei den Inhabern dieser Wohnungen handelte es sich zumeist um zuverlässige Genossen, die als IMK – einer besonderen Form der inoffiziellen Mitarbeiterschaft – geworben und für die Verwendung der Wohnung oder des Zimmers bezahlt wurden. Das MfS wählte hierzu vorzugsweise Wohnungen in mittleren Stockwerken von Häusern mit viel Publikumsverkehr.
Die Dichte der konspirativen Wohnungen war in den 1980er Jahren in den Bezirksstädten besonders hoch (Frankfurt (Oder): ca. 538; Erfurt: ca. 480; Leipzig: 1062). In Erfurt kamen am Ende der DDR auf 1000 Einwohner ca. 2,4 konspirative Wohnungen.
Auch in öffentlichen DDR-Einrichtungen, wie etwa Universitäten, unterhielt das MfS eigene Räume, die für konspirative Treffen genutzt wurden.

## Veröffentlichungen
- Heinrich Best/Joachim Heinrich/Heinz Mestrup (Hrsg.): Geheime Trefforte des MfS in Erfurt, LStU Thüringen 2006.
- Die Tageszeitung: Heimatkunde – die unendlich lange Liste ehemaliger Stasi-Objekte, Sonderdruck vom 20. Juni 1990.